# Равчун
Равчун (дари روچون) — кишлак на северо-востоке Афганистана, в вилаяте (провинции) Бадахшан. Входит в состав района Вахан.

## Географическое положение
Равчун расположен на северо-востоке Бадахшана, в высокогорной местности, на правом берегу реки Вахандарьи, на расстоянии приблизительно 235 километров к востоку от города Файзабада, административного центра вилаята. Абсолютная высота — 3241 метр над уровнем моря. Ближайшие населённые пункты — кишлак Шешм (выше по течению Вахандарьи), кишлак Байнисиль (ниже по течению Вахандарьи).

## Население
На 2003 год население составляло 115 человек (64 мужчины и 51 женщина). Дети в возрасте до 15 лет составляли 50 % от общего количества жителей кишлака. В национальном составе преобладают ваханцы.